# Usine Bonduelle de Renescure
Pour les articles homonymes, voir Bonduelle (homonymie).
L’usine Bonduelle, de la firme Bonduelle, est une usine d'emboitage de légumes située à Renescure dans le département du Nord en France.

## Fonctionnement
Au fond du complexe se trouve la production où les légumes provenant des champs des agriculteurs sont lavés, calibrés, équeutés.
Plus en avant se trouve l'emboîtage où des lignes de production mettent en boîtes les légumes, après que ceux-ci sont passés dans des « blancheurs », appareils à blanchir les légumes.

Après remplissage, les boites de conserve sont fermées et envoyées par tapis convoyeur au stérilisateur.
Près de la production se trouve le tunnel de réfrigération permettant de stocker au froid les excédents de la production ne pouvant être mis en boîte tout de suite.
Le transfert des produits entre ces unités se fait à l'aide de godets manipulés par des chariots élévateurs.
Un digesteur permet de récupérer du biogaz issu des déchets de l'usine et il y a une station d'épuration.
Le travail est organisé en système des trois-huit : chaque semaine une équipe travaille du matin, une autre de l'après-midi et la dernière de nuit. Il y a un système de roulement pour que les équipes ne soient toujours les mêmes à travailler dans le même créneau horaire.
Durant l'été (la saison), l'usine embauche des saisonniers pour parer un manque d'effectif. Le "coup de feu" se fait de juillet à août.

## Histoire
La première usine créée sur le site en 1853 était une distillerie de grains et de genièvre. La conserverie est créée en 1926 et la production débute avec la production de boîtes de petits pois cultivés sur 16 hectares. En 2018, un incendie a lieu dans un entrepôt de stockage, sans impact sur la production ni les employés.